# بوابريان (كيبك)
بوابريان، كيبك (بالإنجليزية: Boisbriand)‏ هي مدينة كندية تقع في مقاطعة كيبك. تبلغ مساحة هذه المدينة 27.9374 (كم²)، ويبلغ عدد سكانها 26483 نسمة حسب إحصاء سنة 2006 م، بينما كان يسكنها 26744 نسمة في سنة 2001 م. تحتل هذه المدينة المرتبة رقم 149 بين مدن كندا حسب عدد السكان والمرتبة رقم 37 في المقاطعة. النمو سكاني في هذه المدينة يقدر بـ(-1).

## وصلات خارجية
- الأطلس الحكومي لكندا
- إحصاءات كندا مع ساعة تعداد السكان